# Il pane, il vino e la visione
Il pane, il vino e la visione è un album discografico in studio del cantautore Sergio Cammariere, pubblicato nel 2006.

## Il disco
Il disco è stato prodotto da Biagio Pagano e in esso il cantautore calabrese si avvale della collaborazione di diversi musicisti come Roberto Gatto, Jorginho Gomes (batteria), Luca Bulgarelli, Arthur Maya (basso), Bebo Ferra (chitarra), Simone Haggiag (percussioni), Fabrizio Bosso (tromba), Nicola Stilo (flauto), Stefano di Battista (sax), Olen Cesari (violino).
Gli arrangiamenti orchestrali sono di Paolo Silvestri.
Riguardo alle tematiche, i testi parlano soprattutto di amore. Canzone di Priamo è una cover dell'originale Depois do temporais di Ivan Lins e Martins, con il testo adattato da Roberto Kunstler. Il testo di Le cose diverse è di Pasquale Panella.

## Tracce
1. Non mi lasciare qui – 4:29
2. Malgrado poi – 4:18
3. Canzone di Priamo – 5:36
4. Tra i miei segreti – 4:15
5. Tu sei – 4:04
6. Il pane, il vino e la visione – 5:05
7. E mi troverai – 5:19
8. Gli angeli siamo noi – 3:42
9. Settembre – 2:48
10. Non fermare ora – 4:13
11. Le cose diverse – 4:08
12. Riflessi – 0:43
13. Padre della notte – 4:42

## Formazione
- Sergio Cammariere – voce, organo Hammond B4, pianoforte, Fender Rhodes
- Bebo Ferra – chitarra
- Simone Haggiag – percussioni
- Luca Bulgarelli – basso, contrabbasso
- Roberto Gatto – batteria
- Arthur Maya – chitarra, basso
- Jorginho Gomes – batteria, percussioni
- Berg Campos – percussioni
- Olen Cesari – violino
- Fabrizio Bosso – tromba, flicorno
- Andrea Sabatino – trombone
- Max Ionata – trombone
- Mario Corvini – trombone
- Massimo Pirone – trombone
- Stefano Di Battista – sassofono soprano
- Nicola Stilo – flauto

## Classifiche
| Classifica (2006) | Posizione |
| ----------------- | --------- |
| Italia            | 21        |